# Streptoprocne
Genre
Le genre Streptoprocne comprend 5 espèces de Martinets néotropicaux, oiseaux de la famille des Apodidés.

## Liste des espèces
D'après la classification de référence (version 2.2, 2009) du Congrès ornithologique international (ordre phylogénique) :
- Streptoprocne phelpsi – Martinet des tépuis
- Streptoprocne rutila – Martinet à collier roux
- Streptoprocne zonaris – Martinet à collier blanc
- Streptoprocne biscutata – Martinet à collier interrompu
- Streptoprocne semicollaris – Martinet à nuque blanche